# Wielka Brytania na Zimowych Igrzyskach Olimpijskich 1952
Wielką Brytanię na Zimowych Igrzyskach Olimpijskich 1952 reprezentowało 18 zawodników: ośmiu mężczyzn i dziesięć kobiet. Był to szósty start reprezentacji Wielkiej Brytanii na zimowych igrzyskach olimpijskich.

## Zdobyte medale
| Medal | Zawodnik         | Dyscyplina           | Konkurencja | Rezultat    |
| ----- | ---------------- | -------------------- | ----------- | ----------- |
| Złoto | Jeanette Altwegg | Łyżwiarstwo figurowe | solistki    | 161,756 pkt |

## Skład kadry

### Łyżwiarstwo figurowe
| Zawodnik                  | Konkurencja   | Nota    | Pozycja |
| ------------------------- | ------------- | ------- | ------- |
| Jeanette Altwegg          | Solistki      | 161,756 | złoto   |
| Barbara Wyatt             | Solistki      | 148,378 | 7.      |
| Valda Osborn              | Solistki      | 144,767 | 11.     |
| Patricia Devries          | Solistki      | 132,811 | 17.     |
| Jennifer Nicks John Nicks | Pary sportowe | 10,600  | 4.      |
| Peri Horne Ray Lockwood   | Pary sportowe | 9,133   | 11.     |

### Łyżwiarstwo szybkie
Mężczyźni
| Zawodnik       | Konkurencja   | Konkurencja   | Konkurencja    | Konkurencja    | Konkurencja    | Konkurencja    | Konkurencja      | Konkurencja      |
| Zawodnik       | Bieg na 500 m | Bieg na 500 m | Bieg na 1500 m | Bieg na 1500 m | Bieg na 5000 m | Bieg na 5000 m | Bieg na 10 000 m | Bieg na 10 000 m |
| Zawodnik       | Czas          | Miejsce       | Czas           | Miejsce        | Czas           | Miejsce        | Czas             | Miejsce          |
| -------------- | ------------- | ------------- | -------------- | -------------- | -------------- | -------------- | ---------------- | ---------------- |
| Norman Holwell | 45,4          | 21.           | 2:24,5         | 14.            | 8:44,5         | 16.            | 18:02,4          | 15.              |
| Willam Jones   | 46,9          | 34.           | 2:32,2         | 35.            | 9:03,7         | 31.            |                  |                  |
| John Hearn     |               |               | 2:40,1         | 38.            | 8:47,0         | 17.            | 17:41,5          | 10.              |

### Narciarstwo alpejskie
Mężczyźni
| Zawodnik            | Konkurencja | Konkurencja | Konkurencja   | Konkurencja   | Konkurencja       | Konkurencja              | Konkurencja              | Konkurencja              |
| Zawodnik            | Zjazd       | Zjazd       | Slalom gigant | Slalom gigant | Slalom specjalny  | Slalom specjalny         | Slalom specjalny         | Slalom specjalny         |
| Zawodnik            | Czas        | Miejsce     | Czas          | Miejsce       | Czas 1. przejazdu | Czas 2. przejazdu        | Czas łączny              | Miejsce                  |
| ------------------- | ----------- | ----------- | ------------- | ------------- | ----------------- | ------------------------ | ------------------------ | ------------------------ |
| John Boyagis        | 2:55,6      | 39.         | 2:52,5        | 43.           | 1:08,3            | Nie awansował            | Nie awansował            | 37.                      |
| Noel Harrison       | 3:21,5      | 58.         | 3:24,1        | 74.           | Dyskwalifikacja   | Nie ukończył konkurencji | Nie ukończył konkurencji | Nie ukończył konkurencji |
| Rupert de Larrinaga |             |             | 3:16,9        | 71.           |                   |                          |                          |                          |

Kobiety
| Zawodnik          | Konkurencja               | Konkurencja               | Konkurencja   | Konkurencja   | Konkurencja       | Konkurencja       | Konkurencja      | Konkurencja      |
| Zawodnik          | Zjazd                     | Zjazd                     | Slalom gigant | Slalom gigant | Slalom specjalny  | Slalom specjalny  | Slalom specjalny | Slalom specjalny |
| Zawodnik          | Czas                      | Miejsce                   | Czas          | Miejsce       | Czas 1. przejazdu | Czas 2. przejazdu | Czas łączny      | Miejsce          |
| ----------------- | ------------------------- | ------------------------- | ------------- | ------------- | ----------------- | ----------------- | ---------------- | ---------------- |
| Sheena Mackintosh | 1:59,6                    | 26.                       | 2:22,5        | 28.           | 1:16,2            | 1:13,2            | 2:29,4           | 28.              |
| Hilary Laing      | Nie ukończyła konkurencji | Nie ukończyła konkurencji | 2:20,7        | 24.           | 1:13,7            | 1:14,2            | 2:27,9           | 24.              |
| Fiona Campbell    | 1:58,6                    | 33.                       | 2:39,8        | 36.           |                   |                   |                  |                  |
| Vora Mackintosh   | Nie ukończyła konkurencji | Nie ukończyła konkurencji | 2:57,1        | 38.           |                   |                   |                  |                  |